# Continental Airways
Continental Airways was een Russische luchtvaartmaatschappij met haar thuisbasis in Moskou. Zij vervoerde passagiers- en vrachtcharters uit zowel binnen als buiten Rusland. In het voorjaar van 2006 ging zij op in Aeroflot.

## Geschiedenis
Continental Airways is opgericht in 1995. In 2004 nam Aeroflot 51% van de aandelen over en in de lente van 2006 werd het gehele bedrijf overgenomen door Aeroflot.

## Vloot
De vloot van Continental Airways bestaat uit: (okt.2006)
- 1 Tupolev TU-154M